# Willy Grubenstein

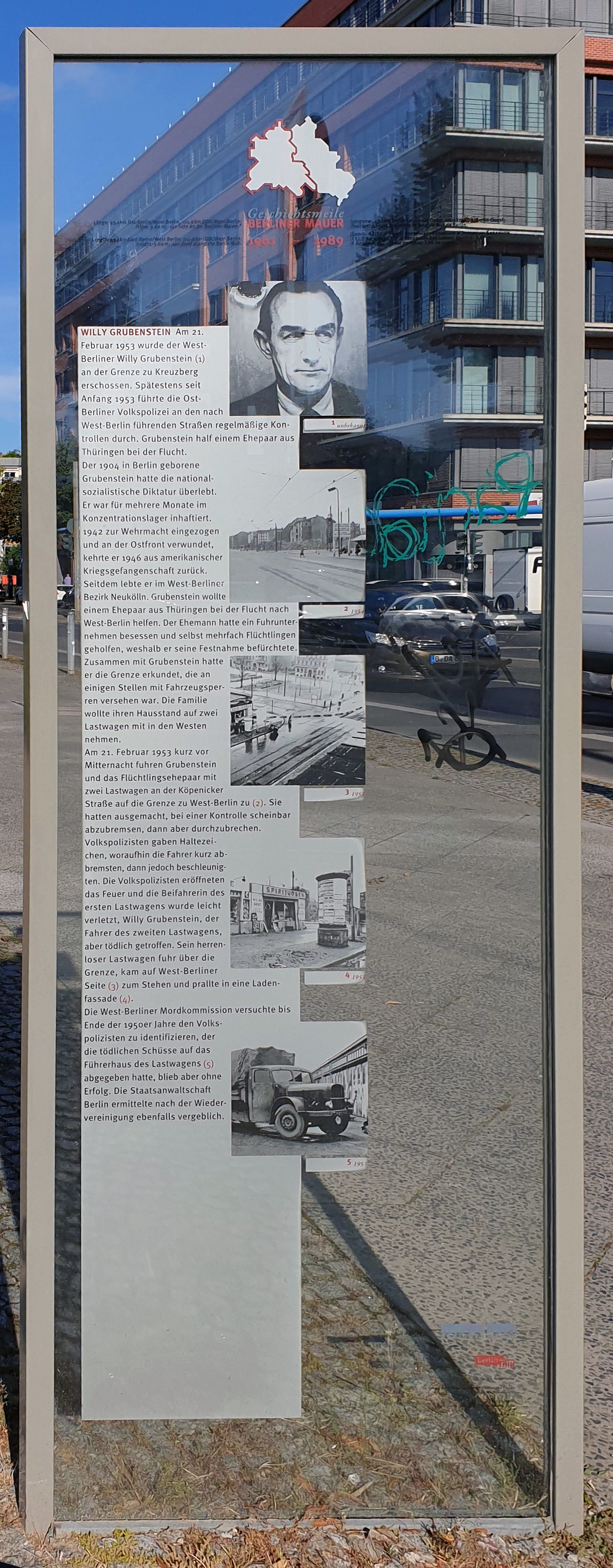
Gedenktafel an der Köpenicker Straße in Berlin-Mitte

Willy Grubenstein (* 11. November 1904 in Berlin; † 21. Februar 1953 in Berlin) ist ein Todesopfer des DDR-Grenzregimes vor dem Bau der Berliner Mauer. Er wurde 1953 am Kontrollpunkt Köpenicker Straße erschossen, als er einem Ehepaar aus Thüringen bei der Flucht half.

## Leben
Willy Grubenstein schlug sich in der Weimarer Republik mit verschiedenen Jobs durch. 1933 heiratete er und eröffnete gemeinsam mit einem Schwager eine Auto-Pension (wahrscheinlich eine Garage). Im Februar 1934 inhaftierte ihn die Gestapo aus unbekannten Gründen für knapp sechs Monate in den Konzentrationslagern Oranienburg und Lichtenburg. 1934 wurde er zunächst Hilfsarbeiter bei der Polizei, dann Kraftfahrer beim Standort-Lazarett der Wehrmacht in Tempelhof. 1942 zog die Wehrmacht ihn zur Flugabwehr ein und Grubenstein kam nach kurzer Ausbildung an die Ostfront. Nach einer Verletzung wurde Grubenstein in eine Ersatzeinheit an der Westfront versetzt. Dort geriet er im März 1945 in US-amerikanische Gefangenschaft, aus der er ein Jahr später entlassen wurde. Seitdem lebte er im West-Berliner Stadtteil Neukölln. 1953 betrieb er dort einen Verkaufsstand für „Neuheiten“, wahrscheinlich Geschenkartikel.

### Todesumstände
Am späten Abend des 21. Februar 1953 half er einem Ehepaar aus Thüringen bei der Flucht nach West-Berlin. Es brachte zwei Lastwagen mit persönlichem Eigentum mit nach Berlin. Willy Grubenstein erklärte sich bereit, den zweiten Lastwagen nachts über die Grenze zu fahren. Kurz vor Mitternacht fuhren die beiden Lastwagen mit hoher Geschwindigkeit auf den innerstädtischen Grenzübergang an der Ecke Köpenicker Straße und Bethaniendamm zu. Die dort postierten Volkspolizisten gaben Lichtzeichen, um die Fahrzeuge zu stoppen. Die Fahrer bremsten etwas ab, beschleunigten dann aber wieder, um den Kontrollpunkt ohne Halt zu durchfahren. Die Volkspolizisten schossen auf die Lastwagen, wodurch die Beifahrerin des ersten Wagens leicht verletzt, Willy Grubenstein aber tödlich getroffen wurde. Sein Auto fuhr in das Schaufenster eines Spirituosengeschäfts in der Köpenicker Straße 143.
Die West-Berliner Zeitung Telegraf berichtete zwei Tage später als einzige West-Berliner Zeitung über den Vorfall. Die West-Berliner Mordkommission ermittelte. Bis zum Ende der fünfziger Jahre versuchte die Kriminalpolizei vergeblich, den Täter zu identifizieren. Die Staatsanwaltschaft Berlin ermittelte nach der Wiedervereinigung im Fall Grubenstein, jedoch konnte sie den Täter ebenfalls nicht ausfindig machen.